# Trivia dartevellei
Trivia dartevellei is een slakkensoort uit de familie van de Triviidae. De wetenschappelijke naam van de soort is voor het eerst geldig gepubliceerd in 1955 door Knudsen.